# Mèrope (filla d'Enopió)
Mèrope (en grec antic: Μερόπη) va ser, segons la mitologia grega, una princesa estimada pel caçador Orió. Parteni de Nicea l'anomena Hero.
Família
Mèrope era filla del rei Enopió, que governava Quios i era fill de la princesa Ariadna. La tradició explica que va portar la fabricació del vi a l'illa. La mare de Mèrope era la nimfa Hèlice. Era germana de Melas, Talos, Evantes, Sàlagos i Atamant.

## Mèrope i Orió
La història de la filla d'Enopió varia segons les diferents fonts antigues. El gegant Orió s'havia casat amb una dona anomenada Side, a qui Hera va castigar quan es va voler comparar amb ella. Orió va caminar fins a Quios a través de l'Egeu, potser cridat per Enopió, que el va rebre amb un banquet i li va demanar que es desfés de les feres que invadien l'illa. Allà, Orió es va enamorar de Mèrope, però ella no s'hi va voler casar. Orió es va emborratxar i es va ficar al llit amb Mèrope o la va voler violar, o també va ser Enopió qui el va emborratxar. Enopió el va cegar i el va expulsar de l'illa.